# Adhan
Adhan (en arabe : أَذَان, /ʔaˈðaːn/, « appel ») est un terme arabe désignant l'appel à la prière (en arabe : صَلاة sala(t)), en particulier l'appel à la prière en commun.
Trois mots arabes dérivent de la même racine arabe ʾ-ḏ-n أذن, « annoncer » signifiant annoncer :
- 'Adhan, « appel ».
- Mu'adhdhin, ou muezzin , la personne qui fait l'appel. Le premier muezzin fut Bilal[2].
- Mi'dhana[3] ou minaret , le lieu d'où se fait l'appel[4].

## Texte et psalmodie de l'adhan
L'adhan peut être entendu dans tous les pays à majorité musulmane aux heures des cinq prières de la journée. Il s'agit d'une annonce publique comportant des phrases définies qui s'inspirent de la chahada, et qui se fait sous la forme d'une récitation scandée et modulée. Toutefois, certains oulémas, en particulier dans l'école hanbalite, se sont opposés à cette modulation. La mélodie du muezzin. Ce moyen de communication publique des heures de prière a été instauré par Mahomet. 
Adhan sunnite 
|                                | Arabe                   | Traduction                                      | Translittération                      |
| ------------------------------ | ----------------------- | ----------------------------------------------- | ------------------------------------- |
| 2 fois malikites 4 fois autres | ٱللَّٰهُ أَكْبَرُ               | Allah est le plus grand                         | ʾAllâhu ʾakbar                        |
| 2 fois                         | أَشْهَدُ أَنْ لَا إِلَٰهَ إِلَّا ٱللَّٰهُ | J'atteste qu'il n'y a de dieu qu'Allah          | ʾašhadu ʾan lâ ʾilâha ʾillâ -llâh     |
| 2 fois                         | أَشْهَدُ أَنَّ مُحَمَّدًا رَسُولُ ٱللَّٰهِ | J'atteste que Muhammed est le messager de Allah | ʾašhadu ʾanna Muḥammadan rasūlu -llâh |
| 2 fois                         | حَيَّ عَلَىٰ ٱلصَّلَاةِ           | Venez à la prière                               | ḥayya ʿalâ ṣ-ṣalât                    |
| 2 fois                         | حَيَّ عَلَىٰ ٱلْفَلَاحِ           | Venez à la félicité,                            | ḥayya ʿalâ l-falâḥ                    |
| 2 fois L'aube seulement (fajr) | ٱلصَّلَاةُ خَيْرٌ مِنَ ٱلنَّوْمِ     | La prière est meilleure que le sommeil.         | aṣ-ṣalâtu khayrun mina n-nawm         |
| 2 fois                         | ٱللَّٰهُ أَكْبَرُ               | Allah est le plus grand.                        | ʾAllâhu ʾakbar                        |
| 1 fois                         | لَا إِلَٰهَ إِلَّا ٱللَّٰهُ         | Il n'y a de vraie divinité hormis Allah         | lâ ʾilâha ʾillâ -llâh                 |

Adhan du chiisme duodécimain
|        | Arabe                   | Traduction                                                          | Translittération                      |
| ------ | ----------------------- | ------------------------------------------------------------------- | ------------------------------------- |
| 4 fois | ٱللَّٰهُ أَكْبَرُ               | Allah est le plus grand                                             | ʾAllâhu ʾakbar                        |
| 2 fois | أَشْهَدُ أَنْ لَا إِلَٰهَ إِلَّا ٱللَّٰهُ | J'atteste qu'il n'y a de vraie divinité hormis Allah                | ʾašhadu ʾan lâ ʾilâha ʾillâ -llâh     |
| 2 fois | أَشْهَدُ أَنَّ مُحَمَّدًا رَسُولُ ٱللَّٰهِ | J'atteste que Muhammed est le messager de Dieu                      | ʾašhadu ʾanna Muḥammadan rasūlu -llâh |
| 2 fois | أَشْهَدُ أَنَّ عَلِيًّا وَلِيُّ ٱللَّٰهِ   | J'atteste que 'Alî est le régent de Allah                           | ʾašhadu ʾanna ʿAlīyan walīyu -llâh    |
| 2 fois | حَيَّ عَلَىٰ ٱلصَّلَاةِ           | Venez à la prière                                                   | ḥayya ʿalâ ṣ-ṣalât                    |
| 2 fois | حَيَّ عَلَىٰ ٱلْفَلَاحِ           | Venez à la félicité                                                 | ḥayya ʿalâ l-falâḥ                    |
| 2 fois | حَيَّ عَلَىٰ خَيْرِ ٱلْعَمَلِ        | Venez accomplir la meilleure action (après « Venez à la félicité ») | ḥayya ʿalâ khayri l-ʿamal             |
| 2 fois | ٱللَّٰهُ أَكْبَرُ               | Allah est le plus grand.                                            | ʾAllâhu ʾakbar                        |
| 2 fois | لَا إِلَٰهَ إِلَّا ٱللَّٰهُ         | Il n'y a de vraie divinité hormis Allah                             | lâ ʾilâha ʾillâ -llâh                 |

La version des chiites zaydites est identique, sauf qu'ils rejettent la parole "J'atteste que 'Alî est le régent de Allah". L'adhan est suivi de l'iqama qui reprend les mêmes formules (à une phrase près), et marque le début effectif de la prière.

### Langue de l'adhan
Traditionnellement, l'appel à la prière se fait partout en arabe (même dans les pays non arabophones). Cependant, en Turquie, entre 1932 et 1950, il était récité en turc sur ordre de Mustafa Kemal Atatürk (voir plus bas la partie consacrée à la Turquie). Adnan Menderes premier ministre turc en 1950, réinstalle l'adhan en arabe.
|        | Appel à la prière de 1932 à 1950                             | Appel à la prière après 1950     | Traduction                                                               |
| ------ | ------------------------------------------------------------ | -------------------------------- | ------------------------------------------------------------------------ |
| 4 fois | Tanrı uludur                                                 | Allah'u ekber                    | Allah est le plus grand                                                  |
| 2 fois | Şüphesiz bilirim, bildiririm, Tanrı'dan başka yoktur tapacak | Eşhedüenla ilahe illallah        | J'atteste qu'il n'y a de vraie divinité hormis Allah                     |
| 2 fois | Şüphesiz bilirim bildiririm Tanrı'nın elçisidir Muhammed     | Eşhedüenle Muhammeden Rasulallah | J'atteste que Muhammed est le messager de Dieu                           |
| 2 fois | Haydi namaza                                                 | Hayya alessalah                  | Venez à la prière                                                        |
| 2 fois | Haydi felaha                                                 | Hayya alelfela                   | Venez à la félicité                                                      |
| 2 fois | Namaz uykudan hayırlıdır* (Sadece Sabah namazında okunur)    | Esselatu hayrun minen nevm       | La prière vaut mieux que le sommeil (uniquement pour la prière du matin) |
| 2 fois | Tanrı uludur                                                 | Allah'u ekber                    | Allah est le plus grand                                                  |
| 1 fois | Tanrıdan başka tapacak yoktur                                | Lailahe İllallah                 | Il n'y a de vraie divinité hormis Allah                                  |

## Statut juridique moderne

### Bangladesh
En 2016, la cheffe de l'opposition Khaleda Zia a allégué que le gouvernement faisait obstruction à la diffusion de l'adhan par haut-parleur, citant des problèmes de sécurité pour le Premier ministre Sheikh Hasina.

### Israël
En 2016, le comité ministériel israélien a approuvé un projet de loi qui limite le volume des systèmes de sonorisation pour les appels à la prière, en particulier les haut-parleurs à l'extérieur, qualifiant l'adhan de source de pollution sonore. Le projet de loi a été déposé par les députés à la Knesset, Motti Yogev (Foyer juif, parti sioniste d'extrême droite) et Robert Ilatov (aile droite Israel Beytenou). L'interdiction vise trois mosquées du village d'Abu Dis à Jérusalem-Est, et veut les empêcher de diffuser l'appel à la prière du matin (fajr). Le projet de loi a été soutenu par le Premier ministre Benjamin Netanyahu qui a déclaré : « Je ne compte pas les fois - il y en a beaucoup trop - où les citoyens sont venus vers moi de toutes les tendances de la société israélienne, de toutes les religions, pour se plaindre du bruit et des nuisances dues au volume excessif des systèmes de sonorisation des maisons de prière. » L'Israel democracy institute, un groupe de réflexion non partisan, s'est dit préoccupé par le fait que cela brimait spécifiquement les droits des musulmans et restreignait leur liberté religieuse. 

### Turquie
En 1923, le gouvernement de la République de Turquie, avec à sa tête Atatürk, lance une série de réformes et promulgue la laïcité du pays. Ce programme inclut le projet de psalmodie de l'adhan en turc, et non plus en arabe. Le 1er février 1932, à la suite des débats sur ces réformes, l'adhan est désormais récité en turc et la pratique se maintiendra pendant dix-huit ans. Cependant, cette récitation en turc a rencontré une certaine résistance, et les protestations sont allées en augmentant. En 1941, une nouvelle loi a donc été promulguée, visant à réprimer ces contestations. Elle stipulait que les personnes qui scandaient l'adhan en arabe encouraient jusqu'à trois mois de prison et étaient passibles d'une amende allant jusqu'à 3000 livres turques.   
Le 17 juin 1950, un nouveau gouvernement dirigé par Adnan Menderes rétablit l'arabe comme langue liturgique. 

### Suède
En 2013, la Mosquée de Fittja à Botkyrka, commune située au sud de Stockholm, a été la première à obtenir l'autorisation de diffuser par haut-parleur l'appel à la prière du vendredi, à condition que le volume sonore ne dépasse pas 60 dB.  À Karlskrona (province de Blekinge, dans le Sud de la Suède), l'association islamique a construit un minaret en 2017, et elle diffuse depuis des appels hebdomadaires. La mosquée temporaire de Växjö a déposé une autorisation similaire en février 2018, ce qui a déclenché un débat national sur cette pratique. Une autorisation d'un an a été accordée par l'autorité de police suédoise en mai de la même année.

### Koweït
Lors de l'épidémie du coronavirus en 2019-2020 et la pandémie virale qui en a résulté, certaines villes du Koweït ont modifié l'adhan, remplaçant le hayya 'ala as-salah (« venez à la prière » par as-salatu fi buyûti-kum,  c'est-à-dire « [faites] la prière chez vous ».